# Jaime I da Escócia
Jaime I (Dunfermline, 25 de julho de 1394 – Perth, 21 de fevereiro de 1437) foi o Rei da Escócia de 1406 até sua morte. Era filho do rei Roberto III e de Anabela Drummond. Estava acompanhando nobres próximos de seu pai quando eles entraram em confronto com os apoiadores de Arquibaldo Douglas, 4.º Conde de Douglas, forçando o príncipe a refugiar-se no castelo em Bass Rock, uma pequena ilhota no estuário do rio Forth. Lá permaneceu até março, quando embarcou em um navio para a França, porém acabou capturado na costa da Inglaterra por piratas que o entregaram ao rei Henrique IV. Duas semanas depois, em 4 de abril, Roberto III morreu e Jaime, com então doze anos, tornou-se rei, passando dezoito anos em cativeiro.

## Reinado
Voltando à Escócia, Jaime vinha zangado. Durante seu reinado, curto mais ativo, restaurou a maior parte dos poderes da coroa, vingou-se de quem ele achava que tinha feito pouco para o libertar e trabalhou duro para recompor a administração. As dificuldades vieram dos magnatas, e por culpa deles morreria em 1437.
Restaurou afinal o respeito pela monarquia. Fez-se coroar em Scone em 2 de maio de 1424 pelo segundo duque de Albany, conde de Fife.  Ao voltar para a Escócia, percebeu como a corrupção dominava, o país entrara em declínio, os impostos nem eram pagos. Houve perturbações imediatas pois ao consolidar seu poder, mandou executar alguns poderosos nobres. Dois meses depois de sua volta, Murdoch, seus filhos, Sir Walter Stewart, outro filho de Albany, seu cunhado Malcolm Flemming, e Duncan, conde ou Earl of Lennox, de 80 anos, foram decapitados em Stirling, nas primeiras execuções capitais desde 1320. Os descendentes do segundo filho de Roberto II foram tratados com suspeita. Antagonizou os nobres escoceses, retirando-lhe suas propriedades, o conde ou Earl of March perdeu muitas terras e o vasto condado de Mar foi anexado à coroa em 1435 com a morte do Conde.
Por outro lado, aliou-se à França, restaurando o que já se chamava então a Velha Aliança ou Auld Alliance (1428).
Educado na Inglaterra, tentou reformar o Parlamento escocês no estilo inglês, mas dentro dos costumes da terra. Os nobres se opuseram, mas passou leis para diminuir seu poder - leis aprovadas sem o Conselho do Rei ou King's Council que rompiam com as regras escocesas. Tais tentativas de inovação não tiveram sucesso imediato mas seu reinado é um marco na história constitucional do país. Tentou fazer um Parlamento mais eficaz não para dividir sua autoridade, mas para assegurar aos súditos boas leis e boa administração da justiça. Suas providências reduziram o poder da nobreza.  Adquiriu recursos suficientes ao confiscar as terras dos adversários e trouxe conselheiros financeiros, por ele supervisionados,   aumentando sua autoridade sobre a Escócia. Mostrou-se contra a remessa dos rendimentos das igrejas a Roma, causando conflitos com o papado, e promoveu melhor administração da justiça para plebeus.  A Igreja tinha decaído também, e o Rei obrigou-a a exercer maior controle sobre seu clero.
Um grupo de aristocratas, ressentidos com as leis recentes, conspiraram contra ele esperando obter a coroa para Walter Stewart, conde de Atholl, filho de Roberto II de seu segundo casamento. Quanto o rei deu uma festa no convento dos frades negros, em Perth, acharam que a oportunidade tinha chegado. Muitos dos conspiradores, embora não tivessem recebido convite, ali apareceram. Os criados avisaram o rei que, temendo por sua vida, tentou chegar a uma pedra secreta no piso, para fugir por um túnel. Começou a descer os degraus, pensando que atingiria a salvação, mas uma semana antes da festa o corredor tinha sido bloqueado. Os nobres, liderados por Sir Robert Graham, fez buscas no castelo mas não acharam o rei. Mas acabaram encontrando a pedra deslocada - o rei pediu piedade em vão, pois foi apunhalado.  Os assassinos não tinham apoio popular e a Rainha viúva, Joana, resolveu não descansar até trazê-los à justiça. Mandou-os capturar e torturar sem piedade durante dois dias.
Culto, James I é comumente aceito como o autor do longo e vernáculo poema The Kingis Quair ("O livro do Rei").

## Casamento e posteridade
Casou em 12 de janeiro de 1424 na igreja do Priorado em St. Mary Overy, Southwark com Joana Beaufort ou Plantageneta (morta em 15 de julho de 1445), sobrinha de Ricardo II da Inglaterra, irmã de John Beaufort, 1º Duque de Somerset [filhos de John Beaufort (1373-1410) Conde de Somerset, filho por sua vez de John de Gaunt e de Catarina Swyneford, e de Margarida Holland, Duquesa Clarence, filha de Thomas Holland, segundo Conde de Kent]. Pertencia portanto à Casa ou Dinastia de Lancaster ou Lancastre.
Viúva, Joana Beaufort casou com Sir James Stewart de Lorne (morto em 1466) apelidado the black knight of Lorne (o cavaleiro negro de Lorne), segundo filho de Sir James Stewart de Lorne, feito em 1469 conde de Buchan (uma dos sete velhos condados da Escócia), de quem descendem os Erskine, atuais condes de Buchan. Deste segundo casamento, Joana teve três filhos: John Stewart, primeiro conde de Atholl; James Stewart, primeiro conde de Buchan e Andrew Stewart, Bispo de Moray, meio-irmãos portanto do rei Jaime II da Escócia.
Jaime I e Joana tiveram seis filhas e dois filhos:
1. Margarida da Escócia (1424-1445). Casada no papel em 1428 e em pessoa em 1436 com o Delfim Luís de Valois, que seria mais tarde, em 1461, coroado rei Luís XI de França (1423-1483), filho de Carlos VII de França, o Vitorioso;
2. Isabel  (1426-1499). Casada em 1442 com Francisco I (morto em 1450) Duque da Bretanha;
3. Jaime II da Escócia. Sucessor do pai como rei da Escócia;
4. Alexandre, duque de  Rothesay, gêmeo de Jaime II, nascido e falecido em 1430;
5. Eleanor ou Leonor (1427-1480). Casada com  Sigismundo de Habsburgo (1427-1476) Conde do Tirol, arquiduque da Áustria;
6. Maria (?-1465), condessa de Buchan;
7. Joana. Casada em 1440 com James Douglas (morto em 1446) conde de Angus; casada depois em 1459 com James Douglas (morto em 1493), conde de Morton;
8. Anabela. Casada em 1447 com Luís de Sabóia (divorciados em 1458); casou depois com Jorge Gordon (morto em 1502), 2º conde de Huntley, que era filho de Alexander de Seton, senhor de Gordon e 1º conde de Huntley.